# Strada europea E93

La strada europea E93 è una strada obsoleta della rete stradale internazionale. È stata riclassificata in strada europea E95.